# Edgar D. Crumpacker

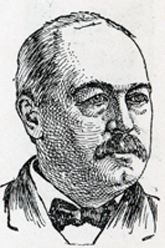
Edgar D. Crumpacker

Edgar Dean Crumpacker (* 27. Mai 1851 in Westville, LaPorte County, Indiana; † 19. Mai 1920 in Valparaiso, Indiana) war ein US-amerikanischer Politiker. Zwischen 1897 und 1913 vertrat er den Bundesstaat Indiana im US-Repräsentantenhaus.

## Werdegang
Edgar Crumpacker war der Vater des Kongressabgeordneten Maurice E. Crumpacker (1886–1927) aus Oregon sowie ein Cousin von Shepard J. Crumpacker (1917–1986), der ebenfalls für Indiana im US-Repräsentantenhaus saß. Er besuchte die öffentlichen Schulen seiner Heimat und die Valparaiso Academy. Nach einem anschließenden Jurastudium an der Indiana University in Bloomington und seiner im Jahr 1876 erfolgten Zulassung als Rechtsanwalt begann er in Valparaiso in diesem Beruf zu arbeiten. Zwischen 1884 und 1888 war Crumpacker Staatsanwalt im 31. Gerichtsbezirk von Indiana. In den Jahren 1891 bis 1893 fungierte er als Berufungsrichter.
Politisch war Crumpacker Mitglied der Republikanischen Partei. Bei den Kongresswahlen des Jahres 1896 wurde er im zehnten Wahlbezirk von Indiana in das US-Repräsentantenhaus in Washington, D.C. gewählt, wo er am 4. März 1897 die Nachfolge von Jethro A. Hatch antrat. Nach sieben Wiederwahlen konnte er bis zum 3. März 1913 acht Legislaturperioden im Kongress absolvieren. In diese Zeit fiel der Spanisch-Amerikanische Krieg von 1898. Von 1903 bis 1911 war Crumpacker Vorsitzender des Committee on the Census. Im Jahr 1912 wurde er nicht wiedergewählt.
Nach seinem Ausscheiden aus dem US-Repräsentantenhaus praktizierte Edgar Crumpacker wieder als Anwalt in Valparaiso, wo er am 19. Mai 1920 starb.